# 田中千尋 (バスケットボール)
田中 千尋（たなか ちひろ、1984年1月3日 - ）は、福岡県出身の元バスケットボール選手。ポジションはセンター。203cm、89kg。

## 来歴
八幡中央高校から大阪産業大学に進み、インカレ・国体に出場。日本代表候補にも選ばれていた。
卒業後の2006年、bjリーグ、新潟アルビレックスBBにドラフト4巡目指名を受け、背番号13も決まっていたが、精密検査の結果、心臓に異常が見つかり競技続行は困難と判断されたため、開幕前の10月2日を以って契約解除となり引退。ただしプレシーズンゲームにはベンチ登録された。